# Wikimedia Commons

De sterke groei van Wikimedia Commons van 0 bestanden bij de oprichting in 2004 tot 50 miljoen bestanden in 2019.

Wikimedia Commons is een meertalige interactieve website van de Wikimedia Foundation, gekoppeld aan een database die is ingericht als centrale opslag van afbeeldingen, geluids-, video- en andere bestanden. De bestanden kunnen worden gebruikt in alle Wikimediaprojecten, waaronder Wikipedia, Wiktionary, en Wikinews in alle taal-edities. Iedereen kan ook zonder kosten bestanden voor eigen gebruik (zowel commercieel als niet-commercieel) uit de database downloaden. Het project is sinds 7 september 2004 actief en huisvest inmiddels meer dan 94 miljoen bestanden (gegevens juni 2023). Commons is een Engelse term voor zaken die gemeenschappelijk of publiek goed zijn en betekent onder meer meent in het Nederlands.
Voor de oprichting van Commons sloegen alle Wikipedia's hun eigen bestanden apart op, wat tot veel dubbele bestanden leidde. De toenmalige directeur van de Foundation stelde het project voor vanuit de idee dat een centrale database die situatie zou kunnen verbeteren, anderen meenden dat het om een vijandige overname van  Wikisource ging of om centrale controle over kleinere projecten. Bovendien werd het hiermee eenvoudiger om het overzicht te houden over de auteursrechten van de bestanden. Ook werd sneller voor alle gebruikers duidelijk welke afbeeldingen in de verschillende Wikimedia-archieven beschikbaar zijn zodat uitwisseling makkelijker werd.
Commons heeft een hoofdpagina in verschillende talen, maar de meeste andere pagina's zijn nog in het Engels. De categorisatie is ook vrijwel geheel Engelstalig, bijvoorbeeld de term Category.
Commons heeft twee manieren om bijzonder gewaardeerde afbeeldingen onder de aandacht te brengen. De eerste is 'Featured pictures' (Uitgelichte beelden), die gebruikers op Wikimedia Commons kiezen door nominatie en stemming (vanaf november 2004). Afbeeldingen van zowel gebruikers als van externe bronnen (zoals NASA-afbeeldingen) komen hiervoor in aanmerking. De tweede is 'Quality images' (Bijzonder goede beelden), voor afbeeldingen gemaakt door gebruikers zelf (vanaf juni 2006). Een gebruiker mag hiervoor eigen en andermans werk nomineren.
In november 2004 werd de 'Afbeelding van de dag' ingevoerd, een afbeelding voor elke dag van het jaar. Sinds juli 2007 komen hiervoor alleen de 'Featured pictures' in aanmerking. Sinds begin 2007 wordt elk jaar een verkiezing gehouden voor de mooiste afbeelding die in het jaar ervoor is opgeladen, de 'Afbeelding van het jaar'.

De Afbeelding van het jaar van de afgelopen jaren
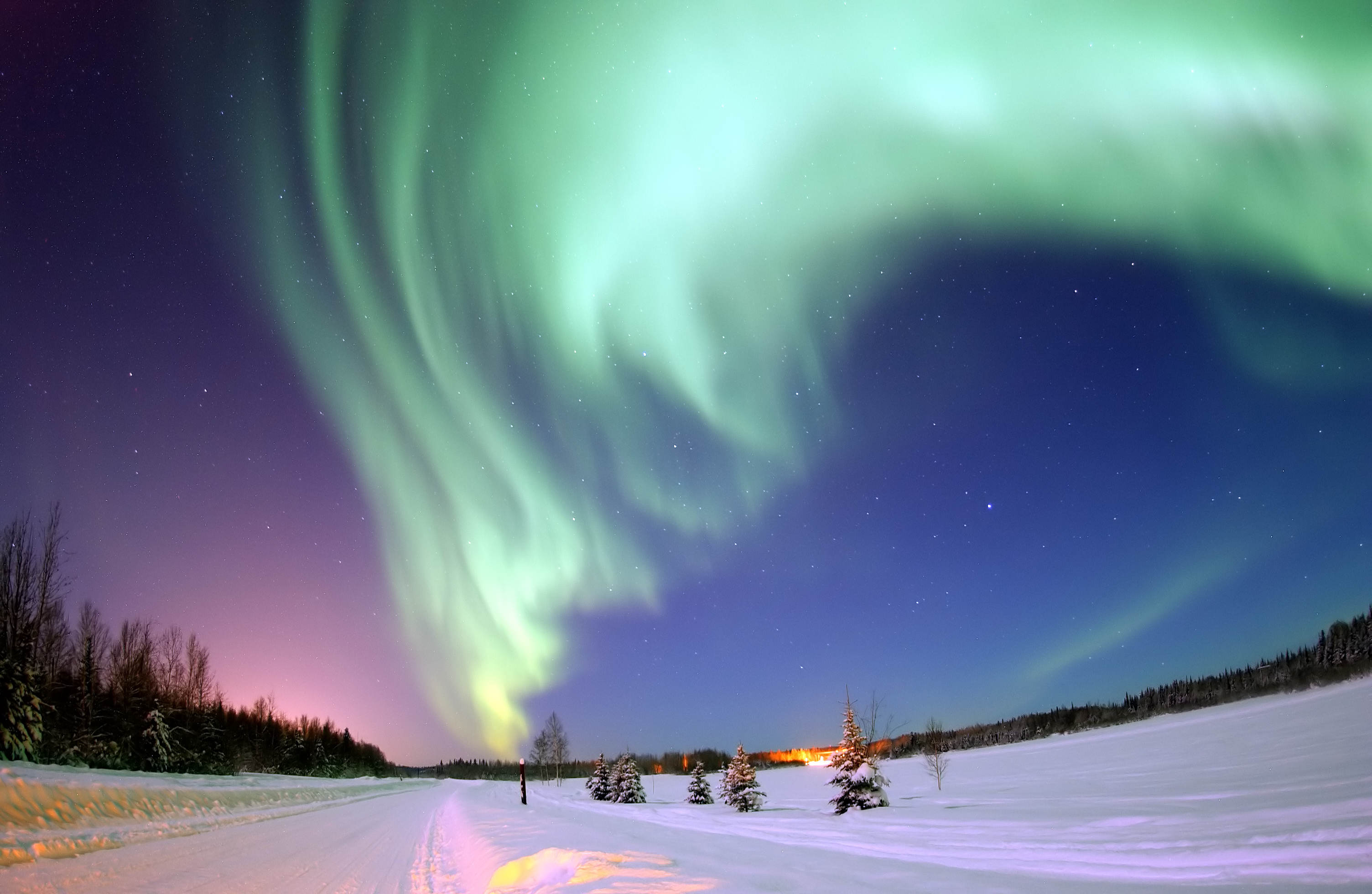
2006
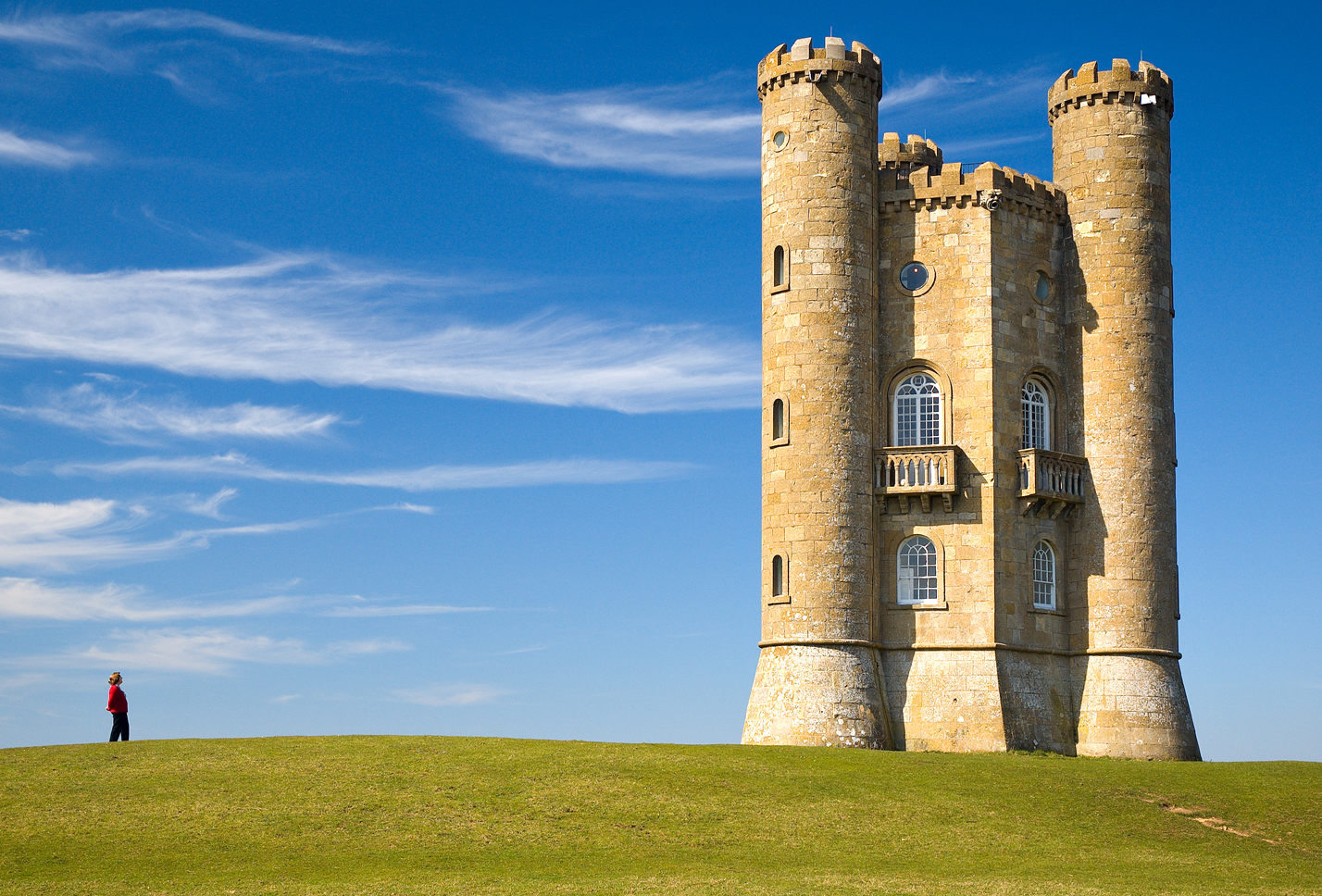
2007
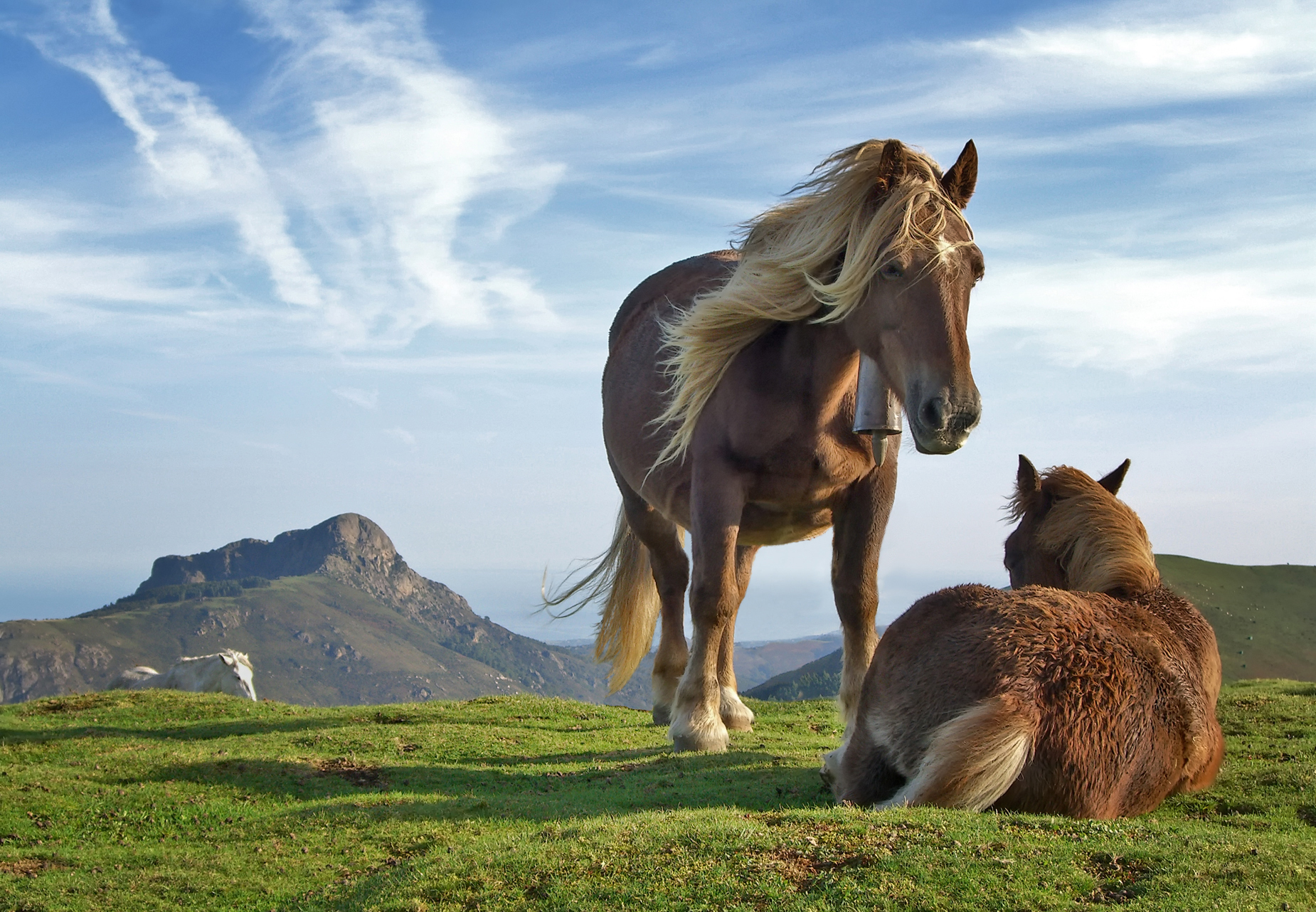
2008
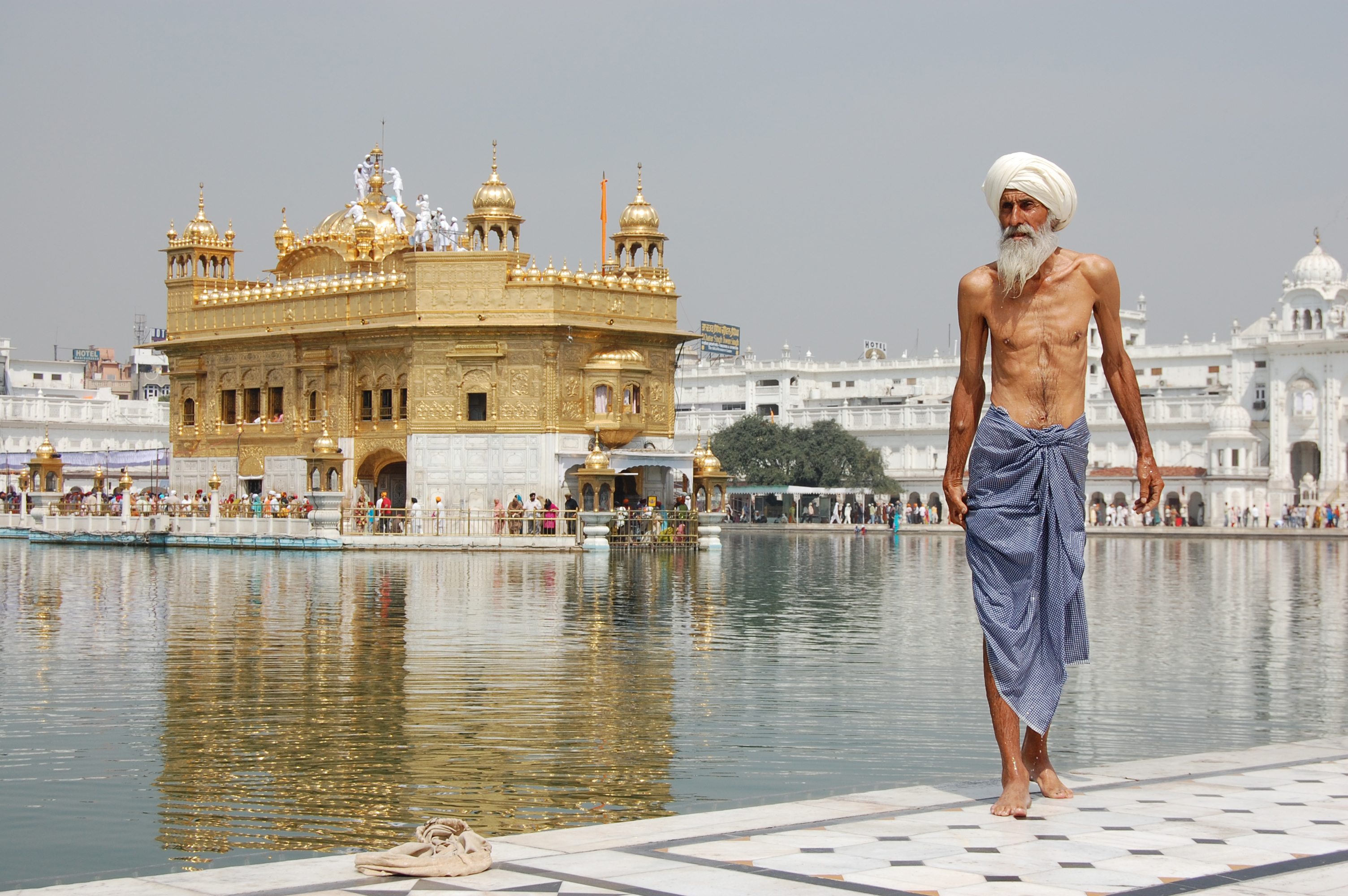
2009
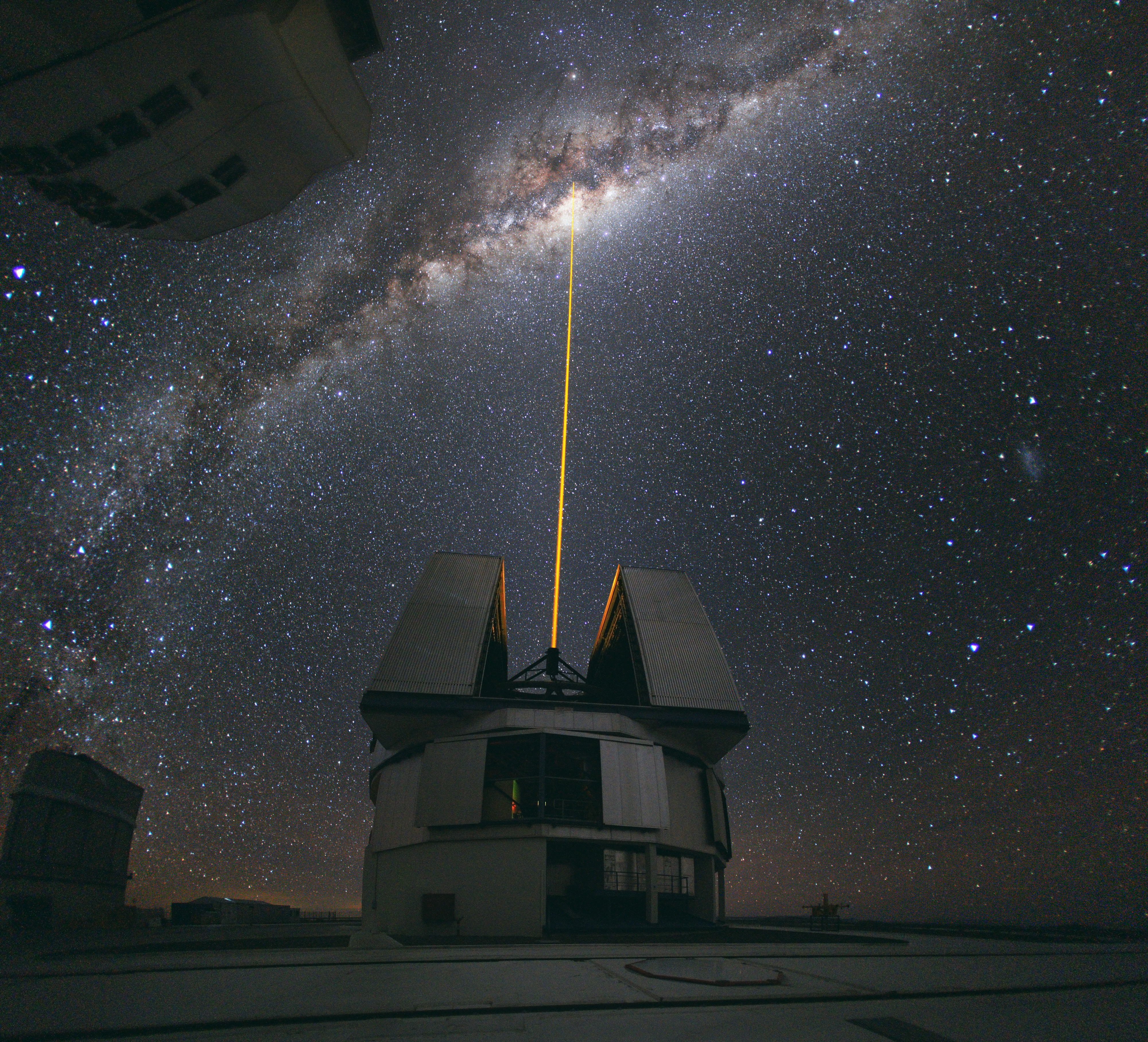
2010
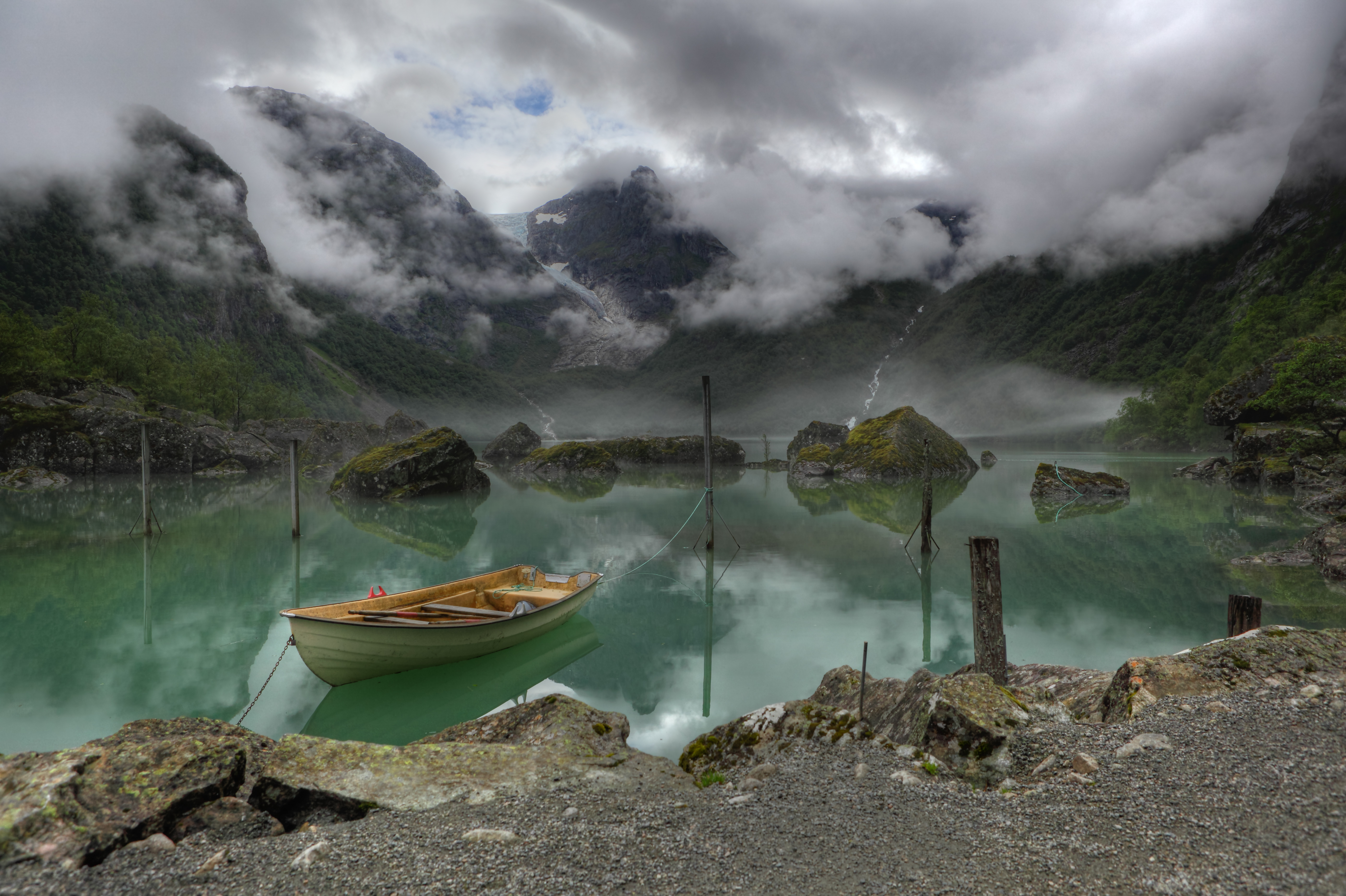
2011
2012
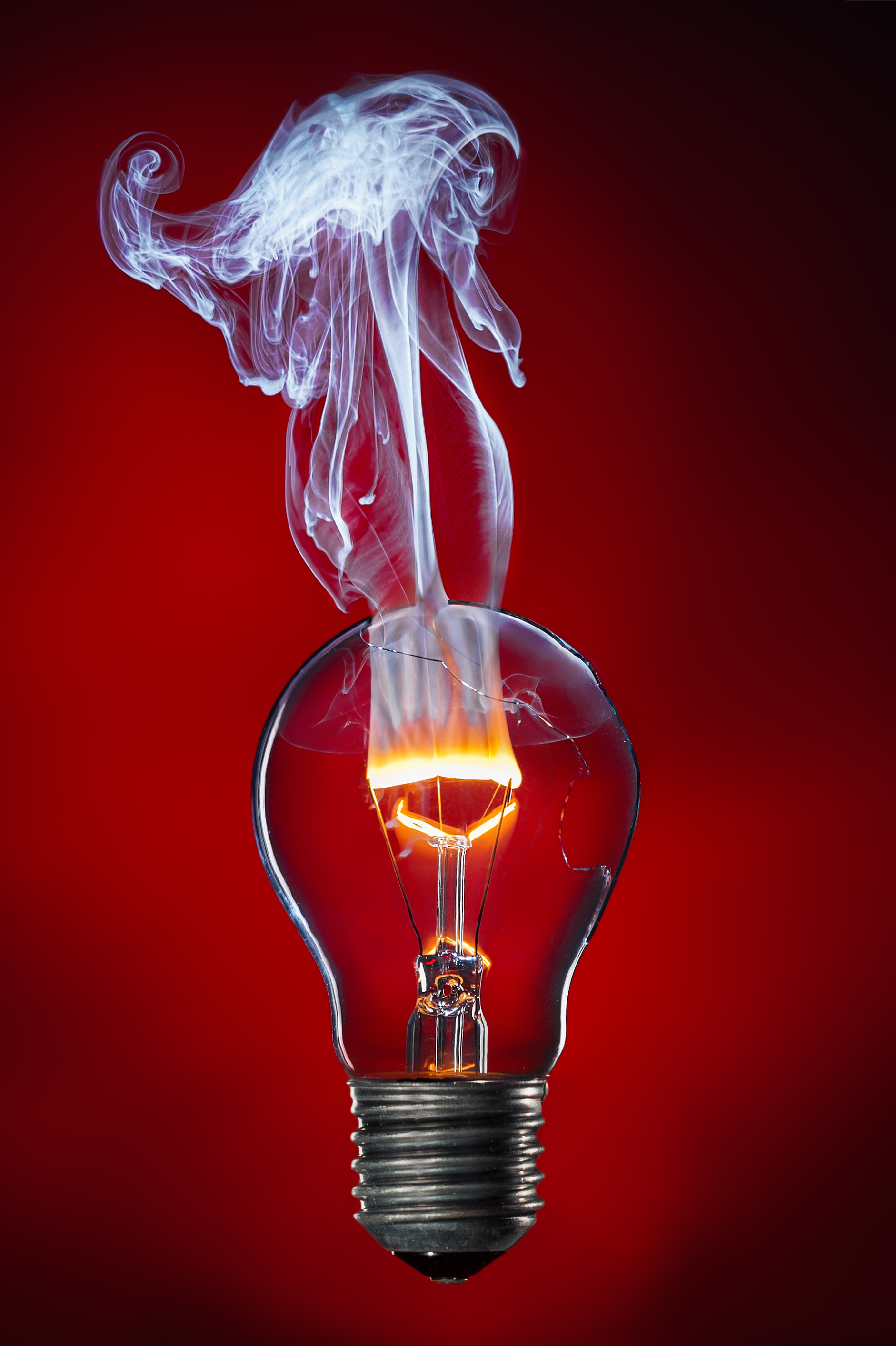
2013
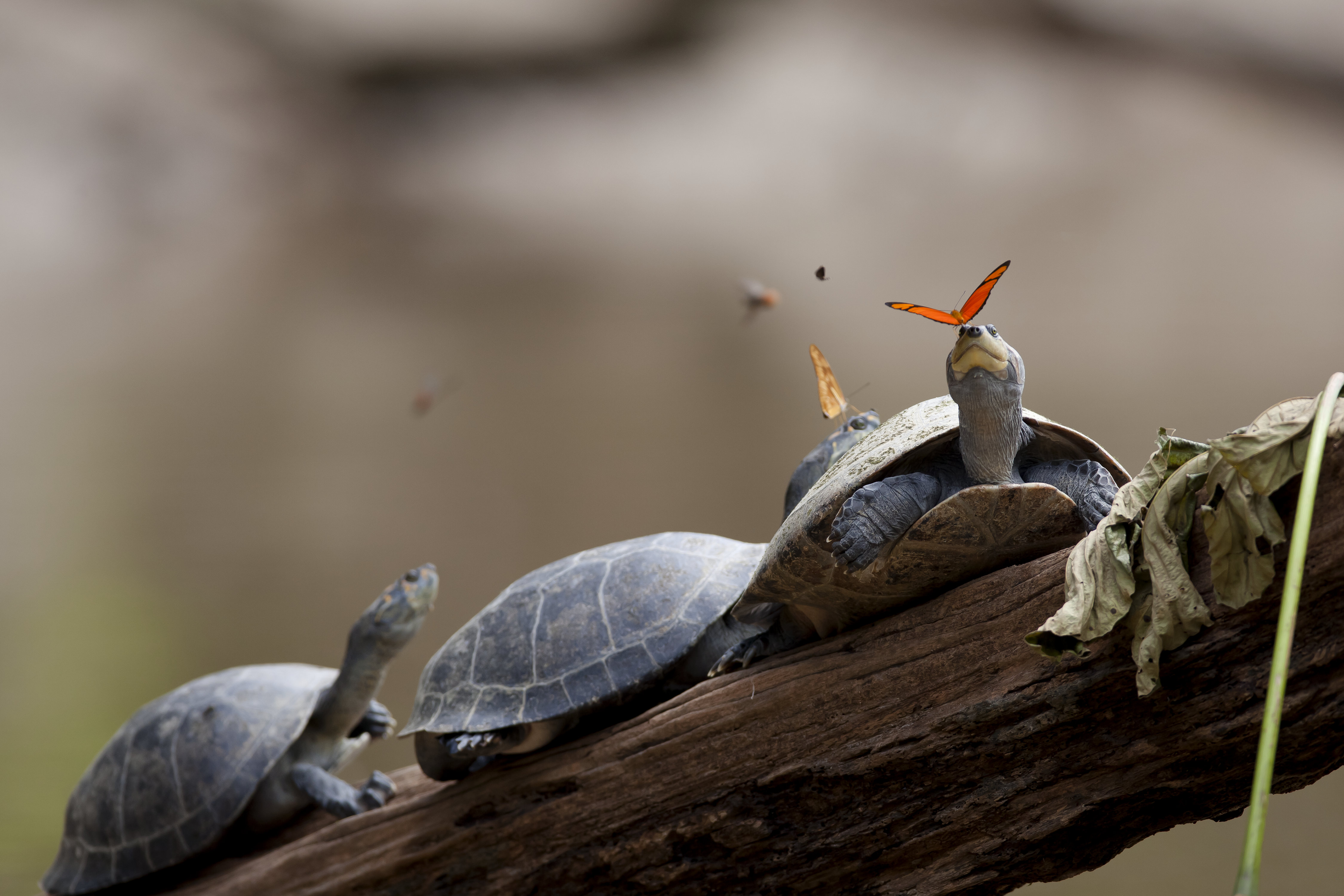
2014
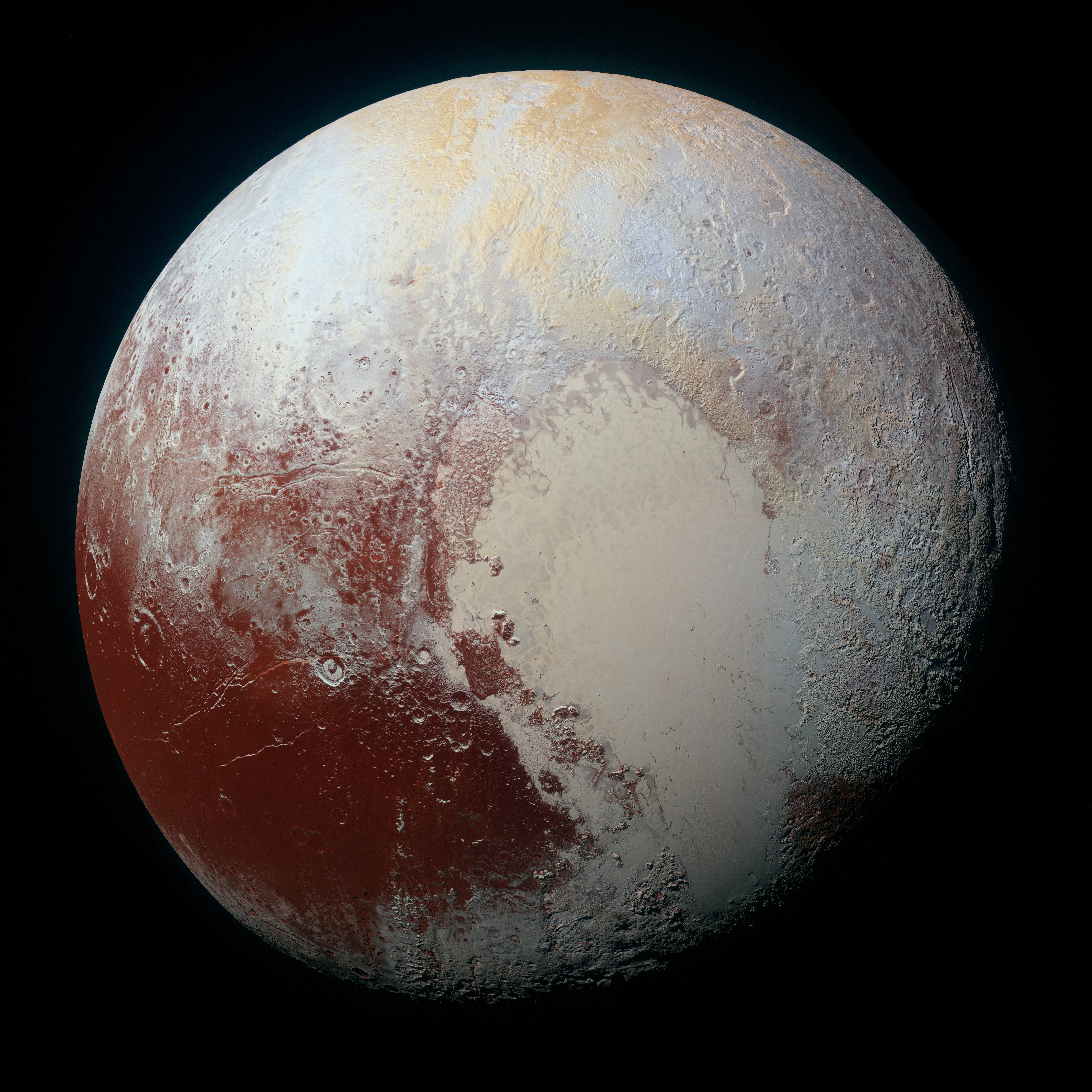
2015
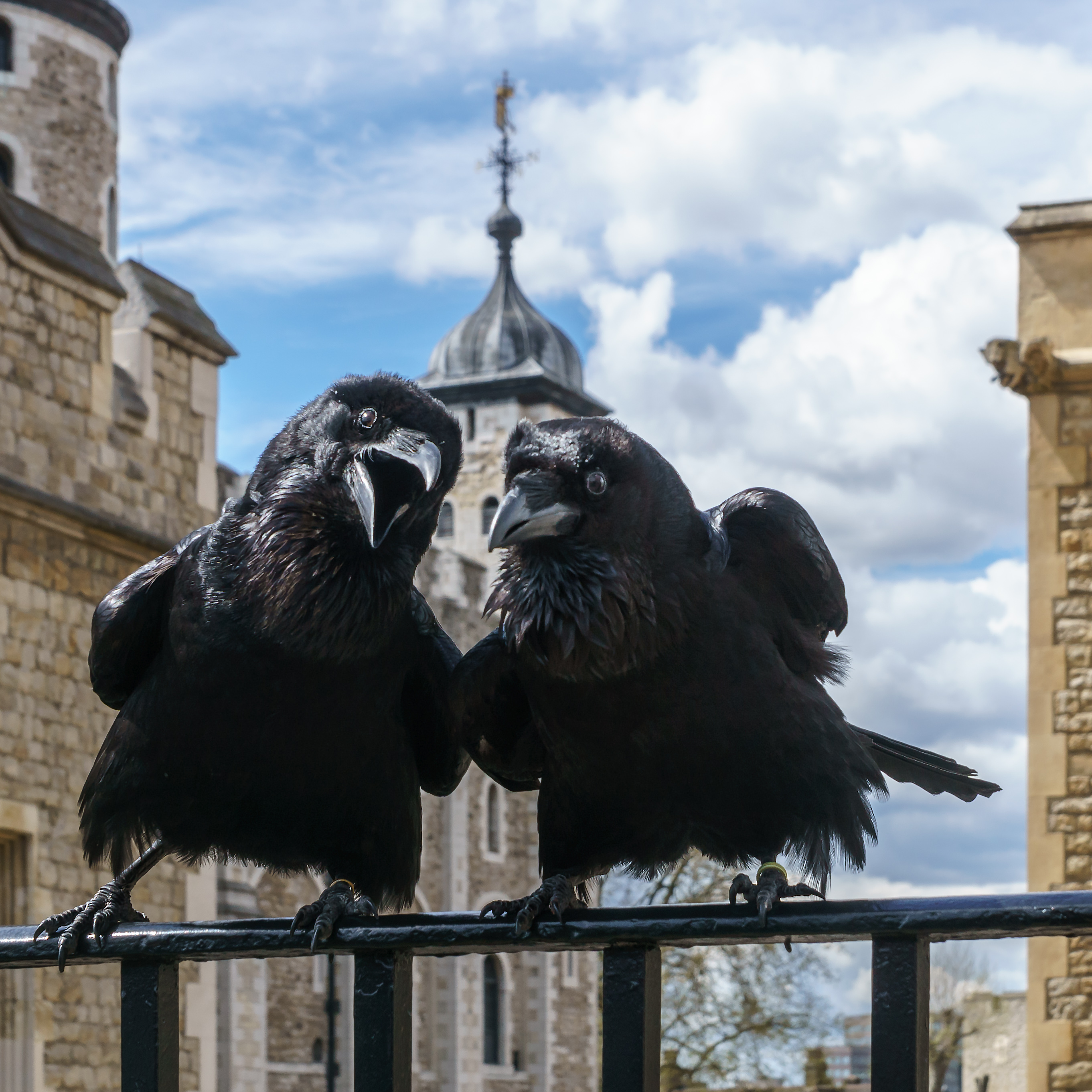
2016
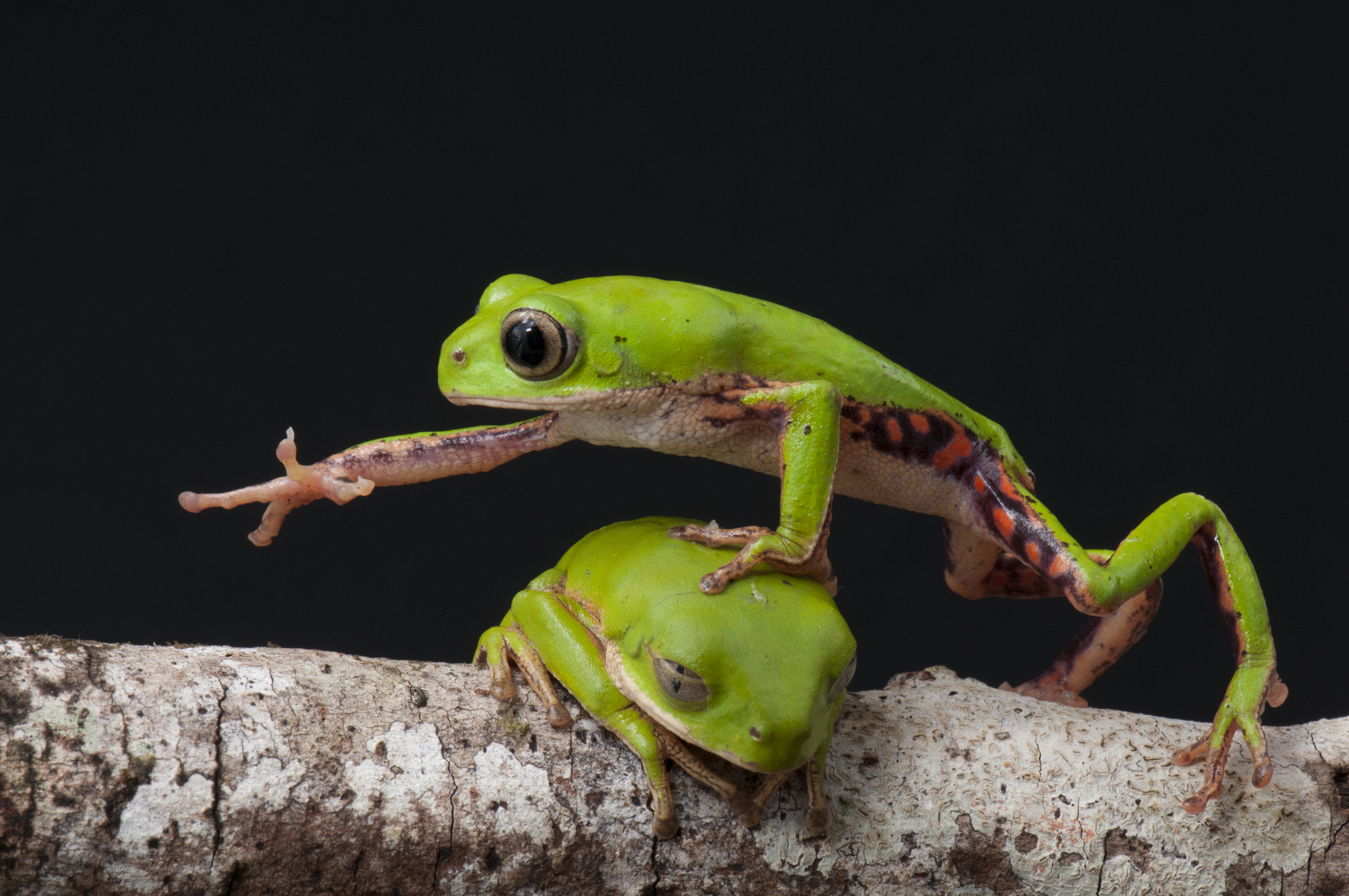
2017
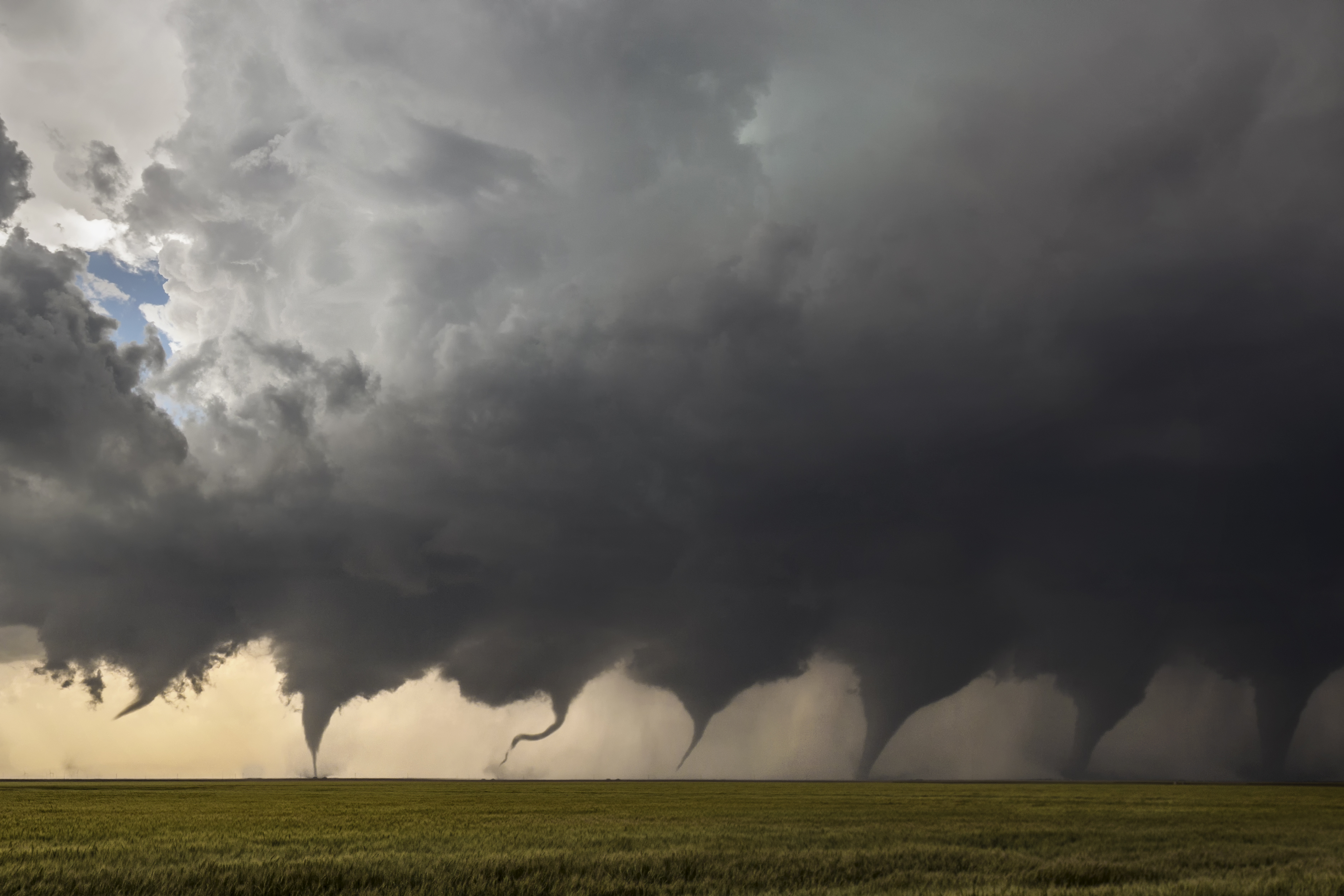
2018
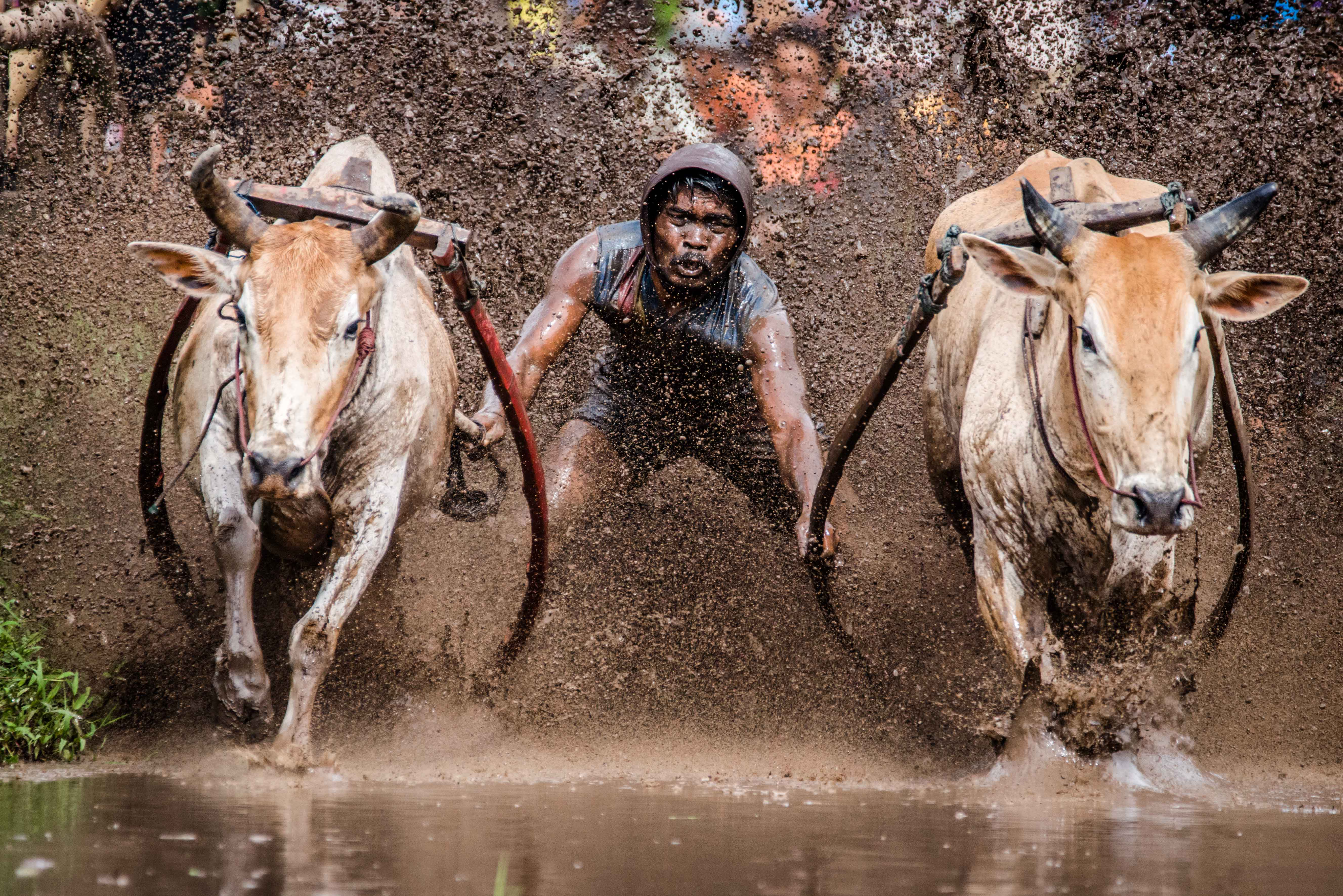
2019
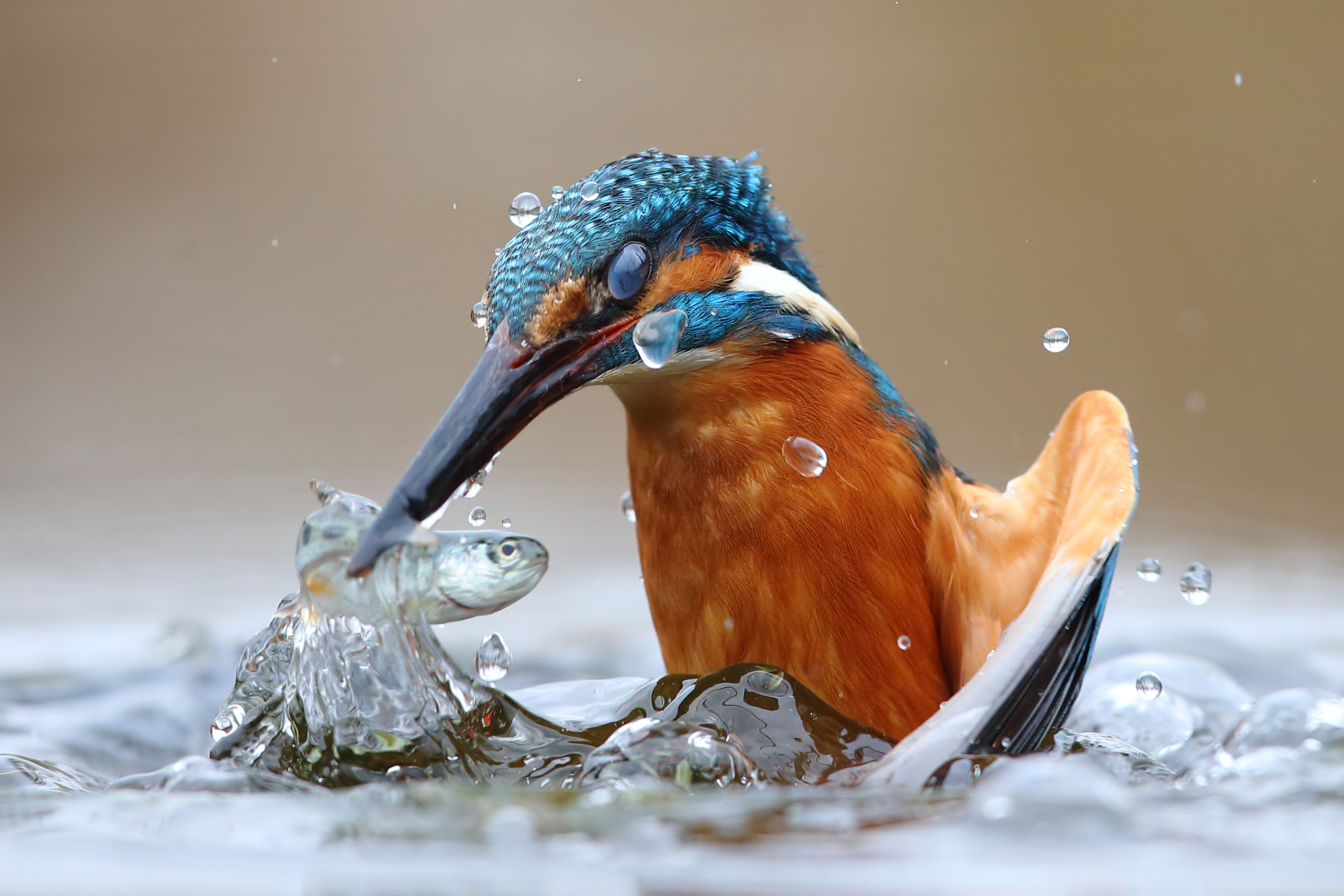
2020
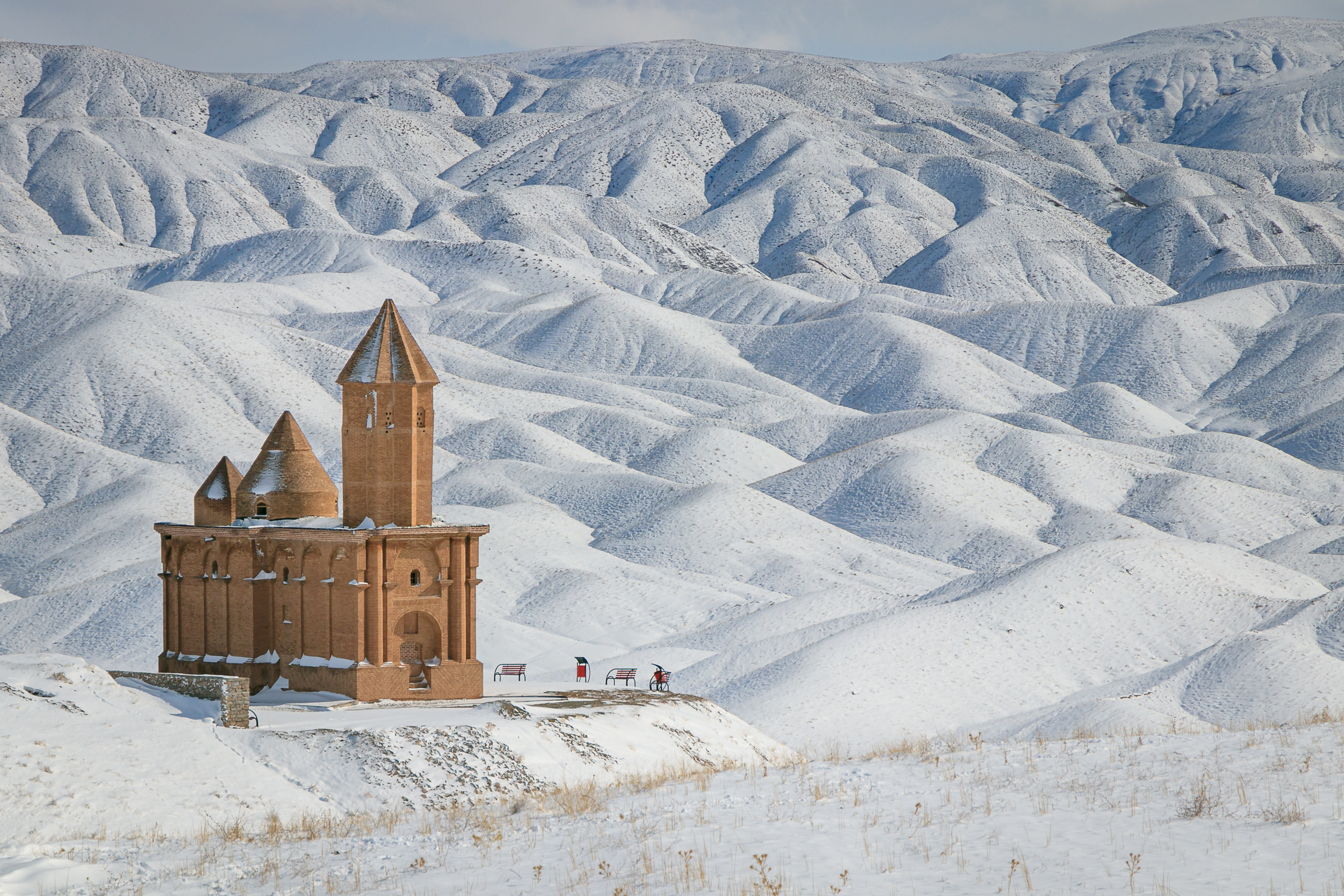
2021
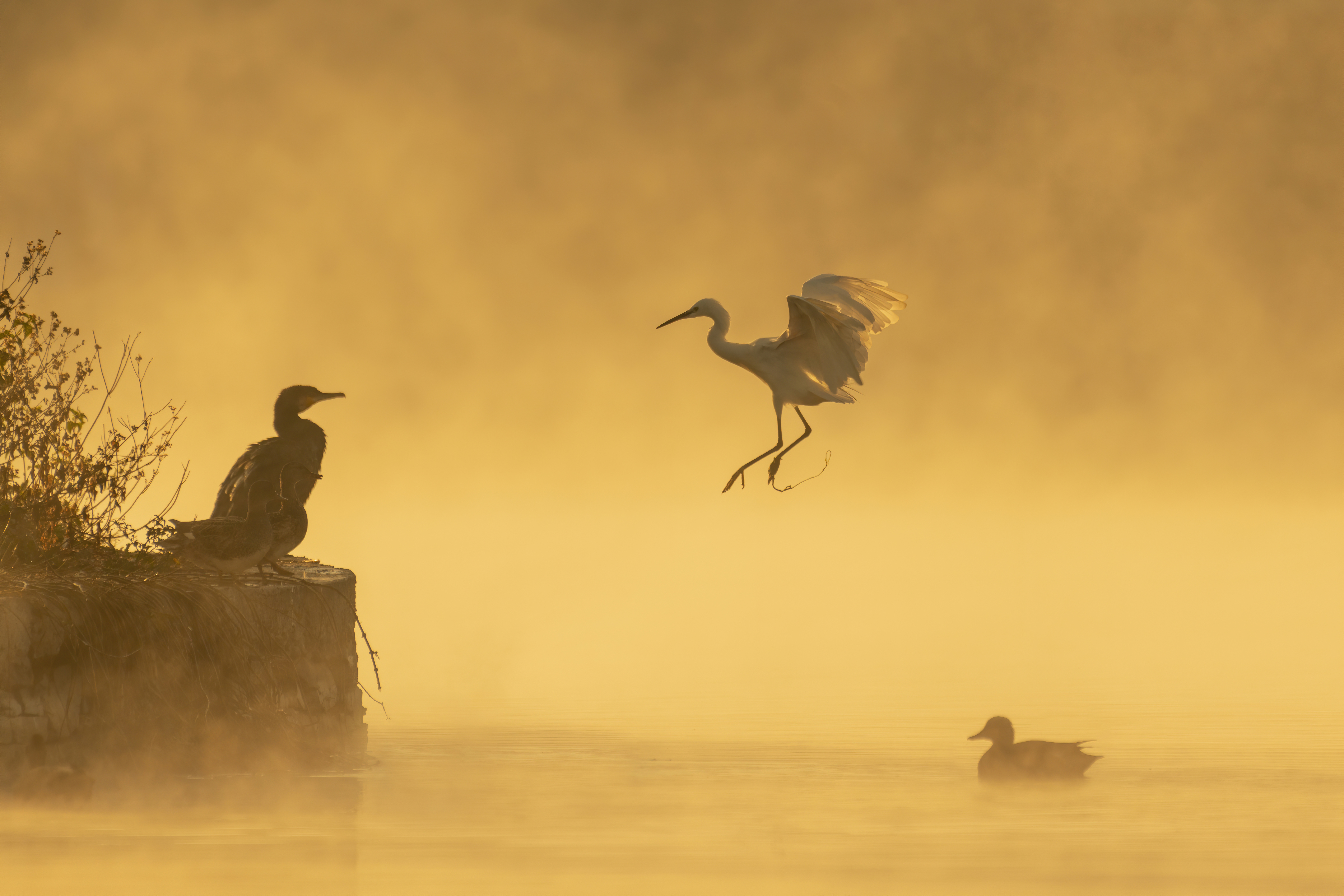
2022
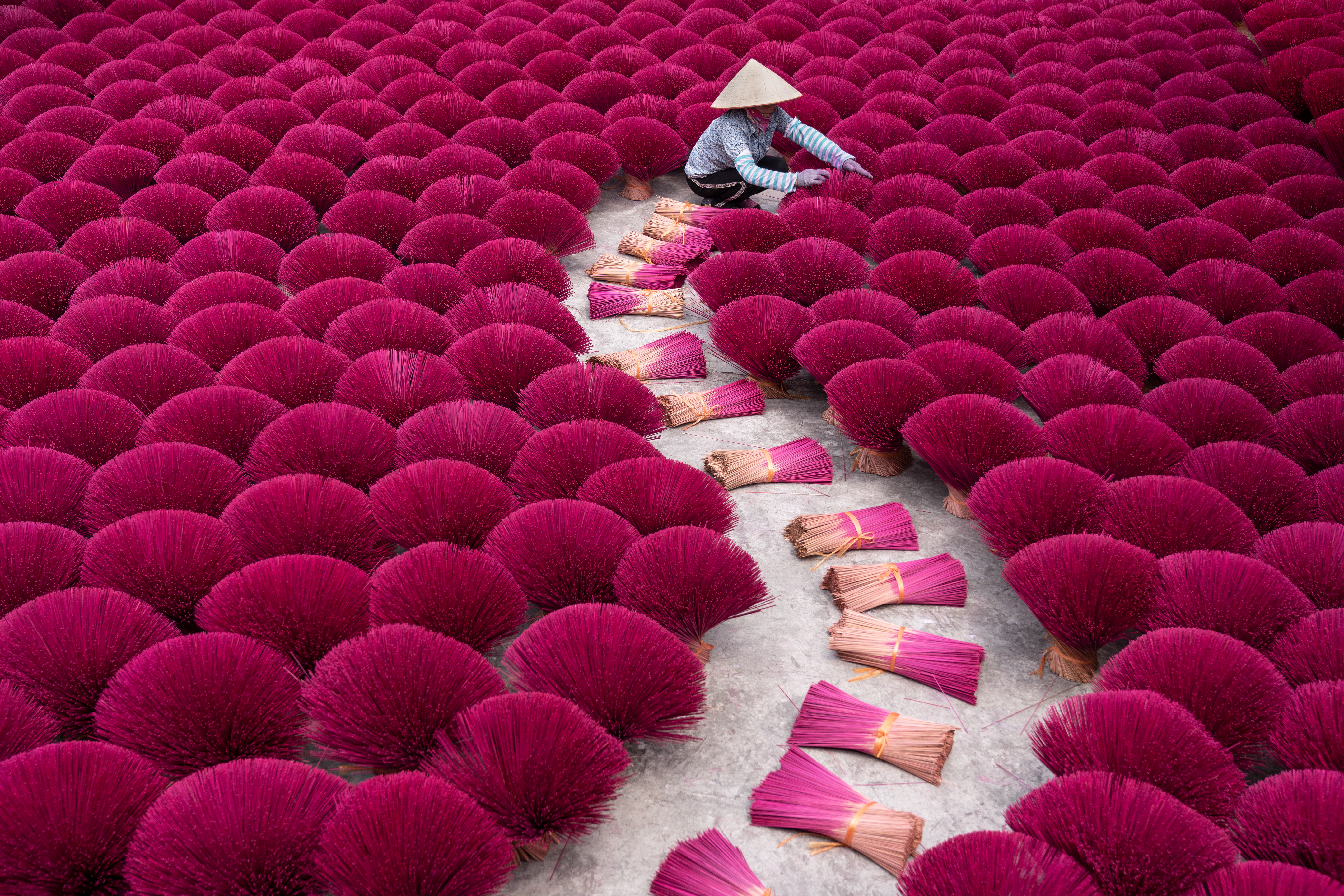
2023